# Les Minijusticiers
Les Minijusticiers és una sèrie de televisió d'animació francesa de 78 episodis d'uns 8 minuts realitzada per Norman J. LeBlanc de l'obra original de l'escriptora Hélène Bruller i el dissenyador Sof, i produïda per Futurikon.

## Sinopsi
Cada un dels personatges té un defecte que fa que la seva vida diària, sobretot al col·legi, sigui difícil fins que un dia aquests defectes es transformin en poders i ells en herois.

## Altra informació
Any:2008
Durada mitjana per capítol: 8 minuts
País: França
Director: Norman J. LeBlanc
Guió: Vincent Costi (Llibre: Hélène Bruller y Zep)
Música: Hervé Lavandier